# Moenich Károly
Moenich Károly (Cífer, 1840. október 24. – Székesfehérvár, 1919. június 8.) irodalomtörténész, nyelvész, városi levéltáros és tiszteletbeli tanácsos.

## Élete
Moenich Antal, gróf Zichy Károly uradalmi számtartója és Zlatháry Vilma fiaként született. Tanulmányait Mohácson, Győrött, Nagyszombatban és Pozsonyban végezte; utóbbi helyen 1859-ben a papi pályára készült és belépett az Emericanumba; azonban rövid idő múlva egészségi szempontból kénytelen volt ezen pályától megválni. 1861-1868-ig Zichy Károly gróf mellett szülőhelyén és Pozsonyban, eleinte mint titkár, több ezer kötetből álló könyvtárát rendezte, később mint gazdatiszt volt alkalmazva. 1869-ben Hunfalvy Pál ajánlatára – akivel ekkor levelezésben állt –  a magyar királyi földmívelés-, ipar- és kereskedelmi miniszteriumnál mint az országos statisztikai hivatalnak Fejér-, Esztergom-, Pest- és Bácsmegyék és a Jász-Kúnkerület területére kinevezett kültagja működött 1873-ig. 1872-ben Székesfejérvár városánál a köztörvényhatóság szervezése alkalmával házi pénztári ellenőrré választották meg és 1873-ban ugyanoda levéltárnoknak neveztetett ki, amely állásában egészen 1911-ig működött. 1919-ben hunyt el 78 éves korában.

## Művei

### Folyóiratcikkek
Az irodalommal már mint pozsonyi papnövendék, 1859-ben kezdett foglalkozni, Knauz Nándornak irodalmi működésénél és búvárkodásánál segédkezve; a Napkeletbe (1860-61) írt néhány apróbb cikket névtelenül; költeményeket és cikkeket a Hölgyfutárba és a Fővárosi Lapokba (1861-1864), a Vasárnapi Ujságba (1865 Lengyeltóti, Fonyód és vidéke Somogymegyében); 1865-ben a Magyar Tudományos Akadémia Nagy szótárába is küldött be nyelvészeti cikkeket. 1872-ben Székesfejérvárt a Fejérmegyei Közlönynek előbb belső munkatársa, később rövid ideig szerkesztője volt; a Székesfejérvár közölt tőle több költeményt, társadalmi és irodalomtörténeti cikkeket; írt még cikket a M. Nyelvőrbe (1873), cikkeket és költeményeket a székesfejérvári Szabadságba, melynek rendes munkatársa, itt jelent meg 1881-ben a Történeti Naptár című cikksorozata; a Székesfejérvári Naptárban (1880. Székesfejérvár szab. kir. város főbirái és polgármesterei 1691-től 1879-ig). Később közgazdasági, kertészeti és gyümölcsészeti cikkeit a Kertészeti Lapok, Gyümölcsészeti és Konyhakertészeti Füzetek, a pécsi Rózsa Ujság, a kassai Gyakorlati Mezőgazda, M. Föld, M. Hirlap, Egyetértés, Köztelek, Gyümölcskertész és a Kert című lapok hozták; a Székesfejérvári Hirlapban (1898-1902. Szabadságharcunk ereklyéi 1848-1849-ben különösen Székesfejérvár városára vonatkozólag, eddig 138 közlés, 1900. Székesfejérvár szab. királyi város régi statutumai 1741-1775-ig).

### Önállóan megjelent művei
- Költemények. Székesfejérvár, 1872
- Magyar írók Névtára. (Életrajzi és könyvészeti adatok gyűjteménye). Külön féle kútfőkből. Pozsony, 1876. (Vutkovich Sándorral, együtt. Ism. P. Napló 38. sz. esti k., M. Állam 48., Vasárnapi Ujság 8., Fővárosi Lapok 39., Székesfejérvár 16., Torontál 26., Selmecz 10., Kassa és Vidéke 12., Nemzeti Hirlap 52., Független Polgár 83., Székesfejérvár és Vidéke 20. sz.)
- Nyilt levél Szarvas Gáborhoz, a Magyar synonimák szótára ügyében. Székesfejérvár, 1891
- Nyilt levél Molnár István országos gyümölcsészeti miniszteri biztoshoz a hazai gyümölcsészet fejlesztése ügyében. Székesfejérvár, 1892
- Székesfejérvár-e vagy Székesfehérvár? Székesfejérvár, 1893. (Különnyomat a Fejérmegyei és Székesfejérvár városi tört. és rég. egylet Évkönyvéből)

Álnevei: 1874-91-ig Munkácsi F. Károly, Losonczy Gábor, Gyöngyössi József, Károlyi Ágost, Szombathi Kálmán, Vadász Ferencz, Vadnai Elek, Szecsődi Ede, Nagy Andor, Petényi Dénes és Várkonyi Béla (a Székesfejérvár-, Szabadság- és Fejérvári Hirlapban).